# Gerd Itzek
Gerd Itzek (* 29. Oktober 1947 in Hütschenhausen) ist ein deutscher Politiker (SPD).

## Leben und Beruf
Nach der mittleren Reife begann Itzek 1964 eine Laufbahn bei der Steuerverwaltung. Bis 1968 absolvierte er die Ausbildung zum mittleren und bis 1973 zum gehobenen Dienst. Er ist verheiratet und hat zwei Kinder.

## Politik
1969 trat Itzek der SPD bei. Von 1979 bis 2004 gehörte er dem Stadtrat von Ludwigshafen am Rhein an und von 1992 bis 1996 war er Vorsitzender der SPD Ludwigshafen. Von 1983 bis 2006 war er Abgeordneter des rheinland-pfälzischen Landtags, in dem er den Wahlkreis 35 (Ludwigshafen am Rhein I) vertrat. Im Landtag war Itzek von 1987 bis 1991 Vorsitzender des Rechnungsprüfungsausschusses und anschließend bis 1998 des Haushalts- und Finanzausschusses sowie von 2000 bis 2001 des Haushaltsausschusses. Von 2005 bis 2006 war er stellvertretender Präsident des Landtages.

## Ehrungen
2004 wurde Itzek mit dem Ehrenring der Stadt Ludwigshafen ausgezeichnet.